# То була вона! (оповідання)
То була вона! (рос. То была она!) — оповідання А. П. Чехова, вперше опубліковане у 1886 році.

## Історія
Оповідання А. П. Чехова «То була вона!» написане у 1886 році, вперше опубліковано в журналі «Осколки», 1886, № 52 від 27 грудня з підписом А. Чехонте, в 1887 році включене у збірник «Безневинні речі», увійшло у зібрання творів А. П. Чехова, видаване А. Ф. Марксом.
За життя Чехова оповідання переводилося на болгарську, німецьку, норвезьку, польську та чеську мови.
Критик А. Басаргін відніс оповідання до «зовсім безневинним оповіданням», які писалися Чеховим «на різні фантастичні теми, — очевидно, з різних випадкових причин».

## Сюжет
Полковник пенсійного віку Петро Іванович Вивертов виверти розповідає про своє життя трьом молодим честолюбним жінкам. Одного разу в 1843 році він перебував з полком в польському місті Ченстохові. Зима в той час була такою суворою, що вартові часто відморожували носи, а хуртовина засипала дороги. Полковник, в той час ще підпоручник, вже був одружений, але вважався шибеником, бувши замішаним в багатьох любовних історіях.
Як полковий ад'ютант він часто бував в роз'їздах. Якось під Різдво, в погану погоду, його послали в село Шевелкі. Під час поїздки занесло дорогу і візник вирішив їхати куди пощастить. Вони опинилися біля брами маєтку поляка графа Боядловського. Сам граф був у парижі, але його управляючий Казимир Хапцинський впустив їх перечекати негоду, пригостив та посадив грати в карти, а потім відвів спати до графських покоїв.
Управляючий попередив Вивертова, що в будинку можуть бути привиди. Перед сном підпоручник почув шльопання туфель і як хтось відкрив двері. Відчувши, що поруч хтось є він запитав «Хто тут?», отримавши відповідь «Це я..не бійся», і відчувши що жіночі руки лягли йому на плечі. Жінка сказала: «Я кохаю тебе ...ти для мене дорожче за життя». Вони разом провели ніч. Оскільки наступного дня, заметіль ще більше посилилася, то Вивертов вимушений був залишитися ще залишитися у графському маєтку. Уночі він знову був не сам, зустріч повторилася,. Через, погода налагодилася і вони поїхали далі.
Слухачки поцікавилися у полковника, хто була ця жінка, що приходила до нього, на що той відповів, що це була його дружина, адже він з нею їхав до Шевелок. Панянки були розчаровані у цій кінцівці, з їх слів він почав так цікаво, а закінчив так нудотно. На, що полковник сказав, що здивований, що вони бажали би побачити поруч з ним не його чинну дружину, а якусь іншу жінку, що ж буде з ними коли вони одружаться. Дівчини зніяковіли і замовкли і навіть перестали їсти вечерю. Вони почали вважати розповідь насмішкою над ними, але полковник не розгубився і сказав: «Не гнівайтесь, панянки, я пожартував. То була не моя дружина, а дружина управляючого». Від цієї звістки панянки зразу повеселішали, у них зникла нудьга і знову з'явився апетит.